# 2666
2666 è l'ultimo romanzo dello scrittore cileno Roberto Bolaño. Il romanzo è articolato in cinque diverse parti. L'edizione italiana, tradotta da Ilide Carmignani, è stata pubblicata dalla casa editrice Adelphi in due volumi: il primo contiene le prime tre parti del romanzo, La parte dei critici, La parte di Amalfitano e La parte di Fate; il secondo contiene le altre due, La parte dei delitti e La parte di Arcimboldi. Nel 2009 la casa editrice Adelphi ha pubblicato l'opera in un unico volume, nella collana "Gli Adelphi" nella medesima traduzione.

## Trama
Le cinque parti che compongono 2666 sono state immaginate dall'autore come libri distinti da pubblicare separatamente. Dopo la morte dell'autore nel 2003, gli eredi hanno deciso di pubblicare le cinque parti in un unico volume. Rispetto alla sequenza della trama, le connessioni tra le parti non sono sostanziali, ma riguardano il solo luogo (Santa Teresa, Messico) e tempo (la fine degli anni novanta) in cui tutte e cinque le storie vanno a ricongiungersi.

### La parte dei critici
Descrive un gruppo di quattro critici letterari europei (un francese, uno spagnolo, una inglese e un italiano) che hanno fatto carriera attorno alla figura di un elusivo scrittore tedesco, Benno von Arcimboldi. La ricerca di questo autore li porterà, alla fine, nella città messicana di Santa Teresa.

### La parte di Amalfitano
Si concentra su Oscar Amalfitano, un docente di filosofia cileno dell'Università di Santa Teresa, mentalmente instabile, che teme che la figlia cada preda della violenza della città.

### La parte di Fate
Racconta del giornalista statunitense Oscar Fate, che scrive per una rivista che si occupa di questioni afro-americane, che viene inviato a Santa Teresa per fare un servizio su un incontro di boxe, sport di cui ha scarsa conoscenza.

### La parte dei delitti
Racconta la tragedia delle morti seriali di donne nel paese messicano di Ciudad Juárez ("Santa Teresa" nel romanzo). Sui delitti che da anni affliggono la città di Juarez, Bolaño lascia volutamente un velo di mistero, lasciando aperte varie ipotesi, tutte plausibili (una delle tante è quella proposta dal giornalista Sergio González Rodríguez nel libro Ossa nel deserto, e cioè che alcuni cartelli di narcos organizzino feste dove il divertimento principale consista nel violentare, torturare e uccidere ragazze povere), suggerendo che il vero problema è la misoginia di cui è ancora impregnata la società messicana e latinoamericana. L'omertà e l'ignoranza di politici e polizia è ben raffigurata nel romanzo, dove, come nella realtà, tutti sono implicati.

### La parte di Arcimboldi
La vita dello scrittore Benno Von Arcimboldi dall'infanzia negli anni Venti fino agli eventi narrati negli altri libri, intorno al 1999.

## Edizioni italiane
Le traduzioni sono tutte di Ilide Carmignani.
- Roberto Bolaño, 2666: La parte dei critici - La parte di Amalfitano - La parte di Fate, Fabula (prima edizione in questa collana), Milano, Adelphi, 2007,  p. 433, ISBN 978-88-459-2208-4.
- Roberto Bolaño, 2666: La parte dei delitti - La parte di Arcimboldi, Fabula n.202 (prima edizione in questa collana), Milano, Adelphi, 2008,  p. 672, ISBN 978-88-459-2313-5.
- Roberto Bolaño, 2666, gli Adelphi (prima edizione in questa collana), Milano, Adelphi, 2008,  p. 963, ISBN 978-88-459-2435-4.